# آدم دليمخانوف
آدم سلطانوف دليمخانوف (الروسية: Адам Султанович Делимханов) سياسي شيشاني ولد في 25 سبتمبر من عام 1969 في مدينة بينوي بمقاطعة نوزاي-يورتسكي الشيشانية. دخل منذ العشرينيات من حياته في الجيش الأحمر حتى عام 1989، كما كان عضوا في مجلس الدوما(البرلمان) ممثلاً لحزب روسيا المتحدة منذ عام 2007.
انتقل فيما بعد للعمل في شركة خدمات عامة ليترك ذلك في 1991 حيث سيلتحق بالدراسة الجامعية والتي سيتخرج منها عام 1994، ويبدو أنه استفاد من الاموال التي جمعها من عمله لفترة وجيزة ومتقطعة في أكثر من مكان في تمويل دراسته، لكن سرعان ما ظهر التشكيك في درجته الجامعية حينما وصل إلى السلطة، حيث اكد كثيرون انه لم يحضر إلى الجامعة للدراسة في هذه الفترة. يقول دليمخانوف انه تخرج أيضاً من مؤسسة ماختشيكالا لإدارة الأعمال والقانون في داغستان وهو ما لم يجر التأكد منه أيضاً.
لا يبدو دور آدم دليمخانوف واضحاً خلال الحرب الروسية الشيشانية الأولى (1994 – 1996)، لكن بعض المصادر تشير إلى أنه خلال هذه الحرب عمل دليمخانوف سائقاً لقادة أحد الميليشات وهو (سلمان رادوييف)، لكن تتفق كل المصادر مهما اختلفت في متابعة حياته، انه لم يكن له دوراً مهما فيها.
جاءت المحطة الأهم في حياته حينما أعلن انضمامه إلى روسيا في عام 1999، بعد أن انزوت قوات القائد الامام أحمد قديروف (والد الرئيس الحالي) تحت مظلة الكرملين وهو في نفس الوقت عم دليمخانوف ومن هنا بدأت المناصب تتوالى عليه، ففي عام 2000 تولى أول منصب في حياته على صعيد السياسة الشيشانية حيث اختير في وزارة الداخلية مديراً لقسم التحليل والتخطيط فيها، وكانت مهمة القسم الرئيسية هي حماية المصالح الحكومية في البلاد.
كان دليمخانوف، وهو شريك مقرب وابن عم للزعيم الشيشاني الموالي لموسكو، رمضان قديروف الذي كان يرأس من 2003 إلى 2006 شعبة الشرطة التي تحمي منشآت النفط الشيشانية ومهمتها الحفاظ على البنى التحتية الخاصة بالنفط والغاز من أي سرقة قد تقوم بها الميليشات العسكرية الأخرى في هذا الإقليم، وبعد أن اثبت نجاحه في مهمته، تم تعيينه نائبا لرئيس الوزراء ومشرفاً على قوات الأمن في عام 2006. وفي العام التالي، تم انتخابه لمجلس الدوما الروسي لحزب روسيا المتحدة الذي ينتمي إليه فلاديمير بوتين.
وفي فبراير 2007 أصبح رمضان قادروف رئيساً للشيشان، ليرقي دليمخانوف إلى منصب النائب الأول لرئيس الوزراء وكان ذلك كفيلاً بأن يترقى على صعيد روسيا أيضاً، حيث وصل إلى نائباً في الدوما (البرلمان) الروسي.

## إتهامه بالتحريض على اغتيال القائد الشيشانيسليم يماداييف
أعلن من دبي الفريق ضاحي خلفان تميم القائد العام لشرطة دبي، أن آدم دليمخانوف هو العقل المدبر لعملية اغتيال سليم يماداييف، القائد العسكري الشيشاني السابق، الذي أغتيل في إطلاق نار بمرآب للسيارات بالإمارة في 28 مارس/ آذار الماضي. ويماداييف، آخر ضحية من ضحايا عمليات تصفية شيشانية في العديد من مناطق العالم، إذ سبق استهداف عمر إسماعيلوف، في يناير/ كانون الثاني 2008، وهو أحد الذين رفعوا قضية ضد الرئيس الشيشاني رمضان قديروف. في فيينا بتهمة التعذيب.

## المصدر
1. ↑   https://sanctions.nazk.gov.ua/en/sanction-person/12839/. {{استشهاد ويب}}: |url= بحاجة لعنوان (مساعدة) والوسيط |title= غير موجود أو فارغ (من ويكي بيانات) (مساعدة)
2. ↑  "Депутат Делимханов хочет судиться с полицией ОАЭ за ложные обвинения в убийстве Ямадаева" [ru:Депутат Делимханов хочет судиться с полицией ОАЭ за ложные обвинения в убийстве Ямадаева] (بالروسية). newsru.com. 7 Apr 2009. Archived from the original on 2012-02-22. Retrieved 2009-04-07.
3. ↑  Dubai Police Link Murder of Chechen to Russian. نيويورك تايمز. April 5, 2009 نسخة محفوظة 2 فبراير 2019 على موقع واي باك مشين.
4. ↑  A Profile Of Chechen Strongman Adam Delimkhanov نسخة محفوظة 07 ديسمبر 2010 على موقع واي باك مشين.
5. ↑  CNNArabic.com - شرطة دبي: نائب رئيس وزراء الشيشان مطلوب للعدالة نسخة محفوظة 14 أبريل 2009 على موقع واي باك مشين.